# Mount Kigali
Mount Kigali je hrib v mestu Kigali v Ruandi, po katerem je mesto dobilo ime. Gora Kigali je neposredno zahodno od središča mesta v okrožju Nyarugenge. Večina okrožja Nyarugenge je na pobočju gore Kigali. Zahodna pobočja gore Kigali se končajo v dolini reke Nyabarongo. Na višini 1853 metrov, skupaj z višjim Mont Jali na 2078 metrov neposredno na njegovem severu, dominira nad drugimi hribi v mestu, ki se dvigajo med 1300 in 1600 m. Zaradi tega gora Kigali ponuja širok razgled na celotno mesto Kigali na vzhodu in severu, južno provinco na zahodu in jugu ter vzhodno provinco na vzhodu in jugu.

## Zgodovina
Zgodovina gore Kigali sega v 14. stoletje našega štetja. Ruandski kralj Cyilima I. Rungwe je osvojil goro in območja, ki jo obkrožajo, ter ob pogledu na razprostranjeno deželo rekel: »Burya iki gihugu ni Kigali« (Ta država je ogromna«).